# Rückenflug

Rückenflug mit einer ASK21

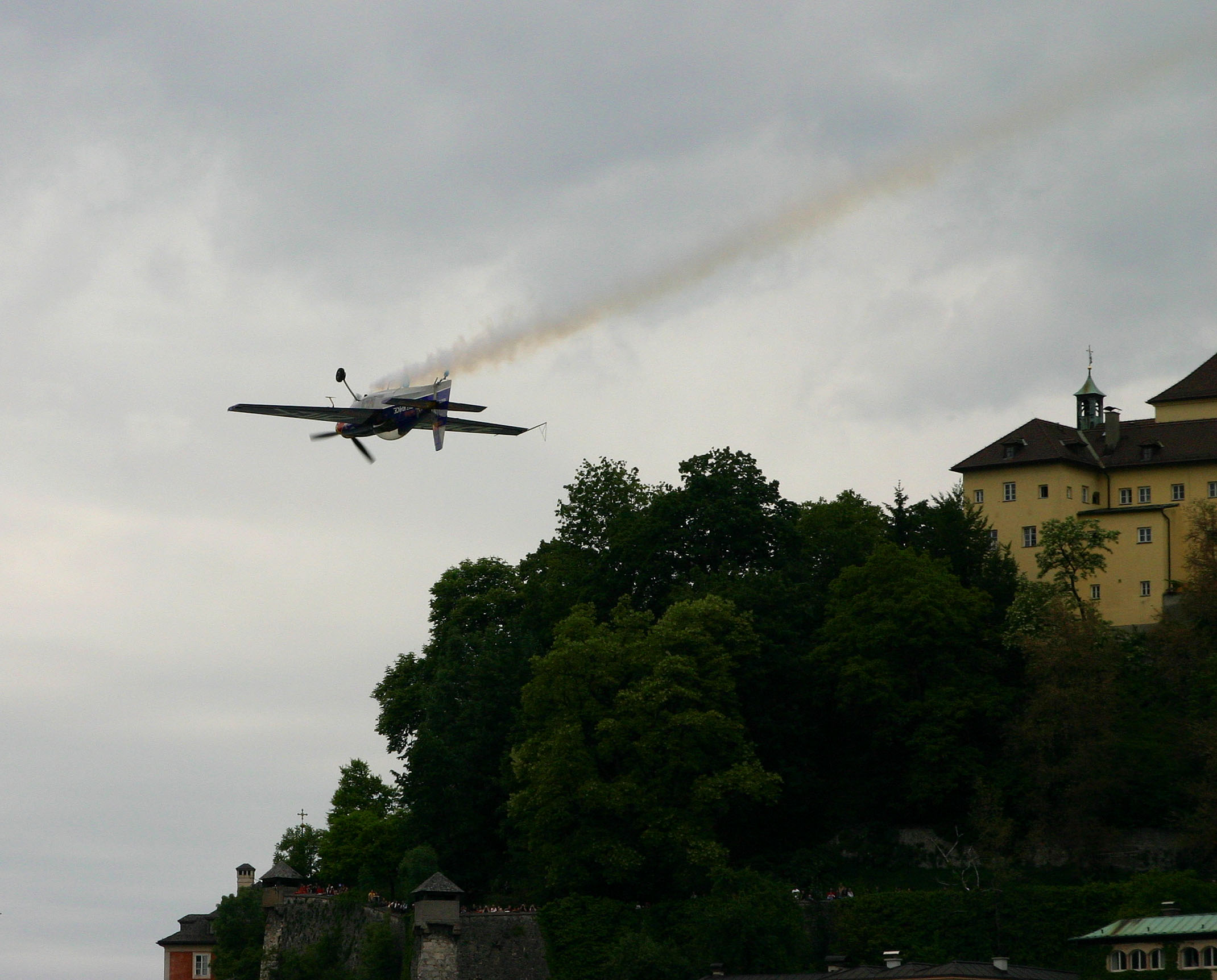
Flugshow in Salzburg

Der Rückenflug ist ein Flugzustand, bei dem ein Flugzeug kopfüber auf dem Rücken geflogen wird. Diese Fluglage wird durch eine halbe Drehung des Flugzeuges um die Längsachse (halbe Rolle) oder um die Querachse (halber Loop) erreicht. Die einwandfreie Beherrschung des Rückenflugs ist Voraussetzung für alle höheren Kunstflugfiguren.

## Voraussetzungen und Ausführung im Detail
Beim Rückenflug wird der Pilot von der Schwerkraft Richtung Erdboden in die Anschnallgurte gezogen. Für eine stabile Fluglage muss bei den meisten Flugzeugen das Höhenruder gedrückt, also der Steuerknüppel vom Piloten nach vorn gedrückt werden. Andernfalls geht das Flugzeug in den Sturzflug über.
Rückenflug ist nicht mit jedem Luftfahrzeug ohne Probleme möglich.
Das größte Problem bei Motorflugzeugen ist die Schmierung des Triebwerks, die auch im Rückenflug gewährleistet sein muss. Das gilt sowohl für Kolbenmotoren als auch für Turbinen. Dazu ist in der Regel eine spezielle Trockensumpfschmierung nötig, wodurch das Triebwerk von einer Ölpumpe aus einem externen Öltank unabhängig von der Fluglage geschmiert wird. Motorflugzeuge ohne ein solches Schmiersystem dürfen nur für wenige Sekunden auf dem Rücken geflogen werden, da das Öl bei Triebwerken mit Nasssumpfschmierung im Rückenflug den Ansaugbereich der Ölpumpe verlässt und der Motor durch Mangelschmierung beschädigt werden kann. Weiter ist bei Motorflugzeugen ein spezieller Treibstofftank notwendig. Die Abflussöffnung des Tanks befindet sich üblicherweise an der im Normalflug tiefsten Stelle. Von dort wird der Treibstoff zum Motor weitergeleitet. Im Rückenflug ist dieser Punkt jedoch an der höchsten Stelle des Tanks, dadurch kann nun kein Treibstoff von dort zum Motor gelangen. Deshalb wird in den Flugzeugen, die rückenflugtauglich sein sollen, oft ein kleiner Zusatztank verbaut. Dieser ist so montiert, dass der Treibstoff im Rückenflug aus diesem Tank zum Motor gelangt. Andere Lösungen sind die Zuführung des Treibstoffes über ein Pumpensystem und einen Tank mit mehreren Abflussöffnungen oder ein Pendelschlauch: Ein weicher Schlauch, der mit einem Gewicht am Ende in den Tank hängt. Dieses Gewicht folgt wie der flüssige Treibstoff der Beschleunigungskraft. Daher sollte das Benzinschlauchende immer im Treibstoff sein. Auch wenn es speziell konstruierte rückenflugtaugliche Vergaser gibt, werden heutzutage im Kunstflug in der Regel Einspritzmotoren eingesetzt.

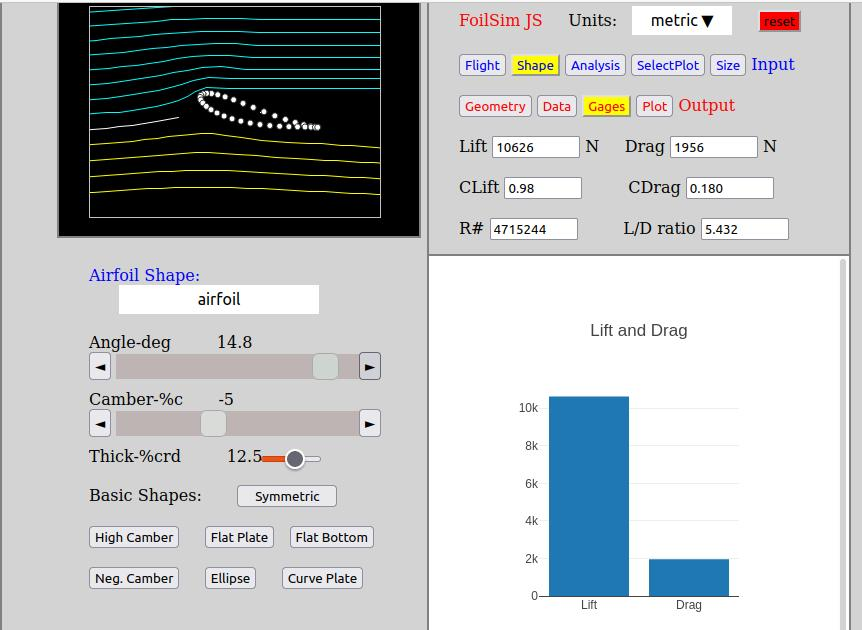
Windkanalsimulation im Rückenflug

Flächenflugzeuge können grundsätzlich mit jeder Profilform auf dem Rücken geflogen werden, allerdings eignen sich symmetrische Profile besser als asymmetrische. Grundsätzlich wird auch im Rückenflug der Auftrieb durch einen entsprechenden Anstellwinkel erzeugt. Bei asymmetrischem Flügelprofil kann der im Rückenflug geringere Auftriebsbeiwert auch durch eine höhere Geschwindigkeit ausgeglichen werden. Wichtig ist, dass die Ruder in Rückenlage genügend wirksam bleiben, um das Flugzeug wieder in die Normallage rollen zu können. Das ist nicht bei allen Flugzeugen gewährleistet.
Mit manntragenden Drehflüglern (Hubschrauber, Tragschrauber) ist es nicht möglich, in stabiler Rückenfluglage zu fliegen, da diese (im Gegensatz zu vielen funkferngesteuerten Modellen) durch Blattverstellung am Hauptrotor je nach Muster entweder gar keine oder nur viel zu geringe negative effektive Anstellwinkel erreichen können und somit keinen bzw. nicht ausreichend negativen Schub erzeugen können.

## Geschichte

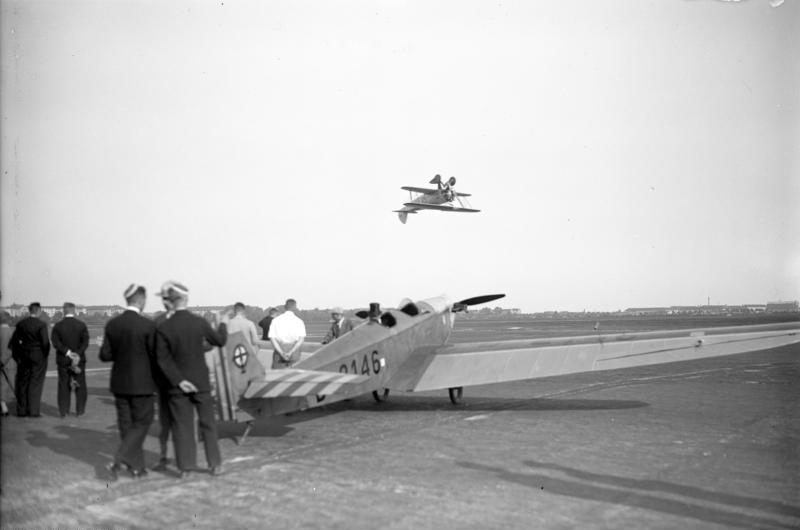
Gerhard Fieseler bei der Vorführung eines Rückenfluges im Juni 1932 in Berlin

Gerhard Fieseler erkannte beim Training für den Außenlooping, dass eine stabile Rückenfluglage des Flugzeugs unabdingbare Voraussetzung für diese Flugfigur ist, da aus Sicherheitsgründen zunächst der Aufwärtsbogen zu trainieren war, dessen Ausgangslage ein waagrechter Rückenflug ist. Um sicheren Rückenflug durchführen zu können, entwickelte er deshalb zunächst im Juni 1927 für seine Raab-Katzenstein Schwalbe ein Tank- und Vergasersystem, mit dem die Maschine rückenflugtauglich wurde. Beim Zürcher Kunstflugwettbewerb vom 12. bis 21. August 1927 stellte er mit dieser Maschine einen neuen Weltrekord im Rückenflug von 10 Minuten 56 Sekunden auf.